# Zhongdu, Fujian
Zhongdu (kinesiska: 中都) är en köping i sydöstra Kina. Den ligger i Shanghang härad i staden Longyan i provinsen Fujian, omkring 320 kilometer sydväst om provinshuvudstaden Fuzhou. Antalet invånare är 11 012. Befolkningen består av 5 690 kvinnor och 5 322 män. Barn under 15 år utgör 14,0 %, vuxna 15-64 år 68 %, och äldre över 65 år 16,0 %.